# Туркохор (Драма)
Туркохор или Турско Село (грч. Μυλοπόταμος, Милопотамос) је насељено место у општини Драма у периферији Источна Македонија и Тракија, Грчка. Према попису из 2021. године било је 599 становника.
Према бугарском географу и историчару, Василу Канчову, у Туркохору је 1900. године живело 132 Словена хришћана и 40 Турака. Године 1923. турско становништво је принудно исељено у Турску а на њихово место је насељено 80 грчких избегличких породица, укупно 303 особа. На попису из 1928. године Туркохор је мешовито насеље са 475 становника.